# باشگاه ورزشی واکیف‌بانک
باشگاه ورزش واکیف‌بانک (ترکی استانبولی: VakıfBank Spor Kulübü ) یک باشگاه والیبال حرفه ای ترکیه است که در استانبول ترکیه است. این باشگاه که در سال ۱۹۸۶ تأسیس شد، در حال حاضر یکی از بهترین تیم‌های والیبال زنان در جهان است که چهار بار قهرمان مسابقات قهرمانی باشگاه‌های والیبال زنان FIVB و تا به امروز شش بار قهرمان لیگ قهرمانان اروپا شده‌است.
از ۲۳ اکتبر ۲۰۱۲ تا ۲۲ ژانویه ۲۰۱۴ این تیم ۷۳ بازی پیروز در تمامی مسابقات رسمی داخلی و بین‌المللی داشت که به عنوان یک رکورد جهانی توسط رکوردهای جهانی گینس به رسمیت شناخته شد. باشگاه در تمام ۵۲ بازی رسمی که در طول فصل ۱۳–۲۰۱۲ انجام شد و تمام ۵۱ بازی رسمی در سال ۲۰۱۳ برنده شد واکیف‌بانک هر پنج جام قهرمانی را بدون شکست در فصل ۲۰۱۲–۲۰۱۳ دریافت کرد و تنها باشگاهی در تاریخ والیبال بود که به این موفقیت بی نظیر دست یافت.